# Grot Baro
Grot Baro is een bestuurslaag in het regentschap Aceh Besar van de provincie Atjeh, Indonesië. Grot Baro telt 288 inwoners (volkstelling 2010).